# Gmina Velike Lašče
Velike Lašče – gmina w Słowenii. W 2002 roku liczyła 3735 mieszkańców.

## Miejscowości
Miejscowości wchodzące w skład gminy Velike Lašče:

- Adamovo
- Bane
- Bavdek
- Borovec pri Karlovici
- Boštetje
- Brankovo
- Brlog
- Bukovec
- Centa
- Četež pri Turjaku
- Dednik
- Dolenje Kališče
- Dolnje Retje
- Dolščaki
- Dvorska vas
- Gorenje Kališče
- Gornje Retje
- Gradež
- Gradišče
- Grm
- Hlebče
- Hrustovo
- Jakičevo
- Javorje
- Kaplanovo
- Karlovica
- Knej
- Kot pri Veliki Slevici
- Krkovo pri Karlovici
- Krvava Peč
- Kukmaka
- Laporje
- Laze
- Logarji
- Lužarji
- Mački
- Mala Slevica
- Male Lašče
- Mali Ločnik
- Mali Osolnik
- Marinčki
- Medvedjek
- Mohorje
- Naredi
- Opalkovo
- Osredek
- Pečki
- Plosovo
- Podhojni Hrib
- Podkogelj
- Podkraj
- Podlog
- Podsmreka pri Velikih Laščah
- Podstrmec
- Podulaka
- Podžaga
- Polzelo
- Poznikovo
- Prazniki
- Prhajevo
- Prilesje
- Purkače
- Pušče
- Rašica
- Rob
- Rupe
- Sekirišče
- Selo pri Robu
- Sloka Gora
- Srnjak
- Srobotnik pri Velikih Laščah
- Stope
- Strletje
- Strmec
- Ščurki
- Škamevec
- Škrlovica
- Tomažini
- Turjak
- Ulaka
- Uzmani
- Velika Slevica
- Velike Lašče – siedziba gminy
- Veliki Ločnik
- Veliki Osolnik
- Vrh
- Zgonče
- Žaga

## Współpraca
Miejscowość partnerska:
- Lützelflüh, Szwajcaria